# Рифма
Ри́фма (др.-греч. ῥυθμός «размеренность, ритм») — созвучие в окончании двух или нескольких слов. Наиболее часто употребляется в стихотворной речи, в некоторые эпохи в некоторых культурах выступает как её обязательное или почти обязательное свойство. В отличие от аллитерации и ассонанса (которые могут возникать в любом месте текста), рифма определяется позиционно (положением в конце стиха, захватывающим клаузулу, или же перед цезурой). Звуковой состав рифмы (характер созвучия), который бы позволил определить фрагменты текста как рифмующиеся, зависит от языка произведения и культурного контекста.

## Типы рифм

### По месту ударения в рифмующихся словах
- Мужская рифма, где ударение стоит на последнем слоге рифмованного стиха. Например, именно такой тип использован в стихотворении М. Ю. Лермонтова «Смерть»:Оборвана цепь жизни молодой, 
Окончен путь, бил час, пора домой, 
Пора туда, где будущего нет, 
Ни прошлого, ни вечности, ни лет.

- Женская рифма, где ударение падает на предпоследний слог. Например, именно такой тип используется в отрывке из поэмы А. С. Пушкина «Жених»:Везде сребро да злато, 
Всё светло и богато.

- Дактилическая рифма, в которой ударение находится на третьем слоге от конца строки. Так рифмуются 1-я и 3-я строки стихотворения С. А. Есенина «Русь», а 2-я и 4-я являются ещё одним примером мужской рифмовки:Потонула деревня в ухабинах, 
Заслонили избёнки леса, 
Только видно, на кочках и впадинах, 
Как синеют кругом небеса.

- Гипердактилическая рифма, в которой ударение падает на четвёртый слог или дальше, — используется значительно реже остальных. Примером может служить строка В. Я. Брюсова:От луны лучи протягиваются, 
К сердцу иглами притрагиваются…

### По точности созвучий и способам их создания
- Богатая рифма, в которой совпадает опорный согласный звук. Примером могут служить строки из стихотворения А. С. Пушкина «К Чаадаеву»:Любви, надежды, тихой славы 
Недолго нежил нас обман, 
Исчезли юные забавы, 
Как сон, как утренний туман.
- Бедная рифма, где частично совпадают заударные звуки и ударный гласный. Пример: «Зелёный шум», Н. А. Некрасов:

В избе сам друг с обманщицей

Зима нас заперла́,

В мои глаза суровые

Глядит, — молчит жена́.
- Ассонансная рифма, в которой совпадает гласный ударный звук, но не совпадают согласные. Примером является «Сказке о мёртвой царевне и о семи богатырях», А. С. Пушкин:За невестою своей

Королевич Елисей

Между тем по свету скачет.

Нет как нет! Он горько плачет, И кого ни спросит он,

Всем вопрос его мудрён…
- Диссонансная рифма, где, напротив, не совпадают ударные гласные:Было

 социализм —

 восторженное слово!

С флагом,

 с песней

 становилась слева,

И сама

 на головы

 спускалась слава.

- Усечённая рифма, в которой имеется лишний согласный звук в одном из рифмующихся слов. А. С. Пушкин:

И что ж? Поверил бог унылый.

Амур от радости прыгнул,

И на глаза со всей он силы

Обнову брату затянул.
- Йотированная рифма, которая является одним из широко распространённых примеров усечённой рифмы; в ней, как видно из названия, дополнительным согласным звуком становится звук «й». Этот вид рифмы используется в следующем стихотворении А. С. Пушкина в 1-й и 3-й строках:Мчатся тучи, вьются тучи; 
Невидимкою луна 
Освещает снег летучий; 
Мутно небо, ночь мутна…
- Составная рифма, где рифмующаяся пара состоит из трёх и более слов, как во 2-й и 4-й строках Н. С. Гумилёва:Ты возьмёшь в объятья меня 
И тебя, тебя обниму я, 
Я люблю тебя, принц огня, 
Я хочу и жду поцелуя.

## Принципы рифмовки
Стихи с разными видами рифмы обычно чередуются; традиционные принципы версификации даже настаивали на этом, но возможны в стихотворении и сплошь мужские рифмы («К детям» Хомякова), сплошь женские («Не остывшая от зною» Тютчева), сплошь дактилические («Тучи» Лермонтова). 
Расположение рифмующих строк внутри строфы может быть упорядочено по-разному. Например, в четверостишии возможны кольцевая (опоясывающая или охватная) рифма abba, смежная (парная) рифма aabb, перекрёстная рифма abab и, реже, сквозная рифма aaaa (т.е. проходящая через всё произведение), а также рифмовка с холостыми (не рифмующимися) стихами (aaxa, xaya и т. п.).
Некоторые поэтические приёмы и термины для них:
- Панторифма — все слова в строке и в последующей рифмуются между собой (например — рифмуются соответственно 1-е, 2-е и 3-е слова двух строчек)
- Эхо-рифма — вторая строка состоит из одного слова или короткой фразы, зарифмованной с первой строкой.

Над банальными рифмами (например: любовь — кровь, розы — слёзы, радость — младость) подшучивал ещё А. С. Пушкин в «Евгении Онегине»:
И вот уже трещат морозы 
И серебрятся средь полей… 
Читатель ждёт уж рифмы «розы», 
На вот, бери её скорей…

## Воздействие рифмы на слушателя
С психологической точки зрения действие рифмы двояко: со стороны формы и со стороны содержания. Она, прежде всего, подчиняет стихотворную речь новой закономерности, делая её приятнее для слуха и легче для восприятия; разграничивая отдельные стихи, она как бы разделяет их, а на самом деле связывает их созвучием. Роль рифмы аналогична с ролью ритма, но не тождественна; ритм также расчленяет стихотворные единицы, но рифма прибавляет к этому ещё и созвучие. В нормирующем характере рифмы и лежит источник её художественного действия. «Ближайшая причина эстетического удовольствия состоит в той лёгкости, с которой предмет нашего восприятия подводится под готовые в нашем уме формы времени и пространства» (Вундт).
Знаменуя собой заключение ритмического ряда (стиха) и связывая его наглядно с другими аналогичными рядами, рифма служит одним из способов объединения отдельных представлений. Приподнятое и вибрирующее в лад с настроением поэта, чувство воспринимающего (слушателя, читателя) ждёт рифмы и поэтому испытывает наслаждение, услышав её. Бессознательно при звуке второй рифмы в нас оживает представление о первом рифмующем слове, и таким образом внутренняя связь содержания закрепляется, уясняется внешним выражением. Поэтому в теории иногда выставляется требование рифмовать значительные по содержанию слова стиха: «если рифмуются слова бессодержательные, незначительные, в нас возникает противоречие, неудовольствие: звуки говорят не то, что мысль» (Карьер). В связи с этим находится антиэстетическое действие повторения одного слова в конце двух рифмующих стихов: рифма должна созвучием соединять разнообразное, а не повторять тождественное. Значение рифмы как элемента, связующего разрозненные представления, указывает на пределы, в каких можно увеличивать расстояние между двумя рифмованными стихами: если это расстояние будет слишком велико, то сознание может не уловить рифму. Как на образец умелого увеличения до крайности расстояния рифмического периода можно указать «Koptisches lied» Гёте (обычный способ обозначения последовательности рифмованных стихов: одинаковые буквы означают рифмованные между собой стихи. Например, формула «Песни о вещем Олеге» — ababcc, abcbcadeec) и «Первый лист» Тютчева (формула: abcababcba). Зрение могло бы отметить рифму и при большем расстоянии, но её не уловило бы ухо, а рифма — таково общее и неизменное правило — как явление музыкальное, рассчитана только на слух.
Поэтому рифмовать можно, руководствуясь произношением, а не начертанием. Такого — строго, изобрел — осмотрел — не рифма; наоборот, употребительны вольности, оправдываемые слухом: миг — роковых (Фет), звучат — разлад (А. Толстой), тучи — могучий и тому подобное. Комбинации различных рифм могут быть разнообразны до бесконечности.

## О филологической терминологии и «твёрдых формах»
Теории стихосложения в прежнее время занимались классификацией и наименованием этих сочетаний; отсюда богатая терминология теории версификации немецкой (Binnenreim, Parallelreim, Kettenreim, Beruhrung, Umschlingung) и французской (rime equivoquee, annexee, brisee, couronnee etc.). Все эти формы и сочетания, свободные и разнообразные, не нуждаются в рамках, систематизации, которая к тому же — как неоднократно показывала история литературы — имеет ту дурную сторону, что вовлекает второстепенных стихотворцев в бессодержательную игру формой. Более интересны для теории те установленные формы строф и лирических стихотворений, где непременным условием формы является раз навсегда определённое сочетание рифмы; таковы, например, сонет, терцины, октава.

## Происхождение рифмы в Европе
Место и время появления рифмы в поэзии европейских народов доподлинно неизвестно. Изначально предполагалось, что она перешла в Европу из семитической поэзии через испанских арабов в VIII веке, однако эта гипотеза не подтвердилась. Например, у Овидия, Вергилия, Горация встречаются рифмы, которые нельзя считать случайными. Вероятно, что рифма, известная римским классикам и бывшая у них в пренебрежении, получила значение у поэтов периода упадка Римской империи. К тому же вытеснение строго метрического стихосложения элементами стихосложения тонического требовало более явственного разграничения отдельных стихов, что достигалось рифмой.
В стихах христианских поэтов IV века Амвросия Медиоланского и Пруденция ассонансы переходят иногда в полнозвучные рифмы. Однако рифмы в полной мере ввёл в латинские стихи в V веке поэт Седулий, которого Поль Верлен считал изобретателем рифмы.
Рифма разнообразная и изменяющаяся с каждым двустишием появляется в так называемом леонинском стихе — гекзаметре, где рифма (одно- или чаще двухсложная) образуется между первым и вторым полустишием. С 600 года рифма отмечается в духовной латинской поэзии, с 800 года она становится обязательной и откуда переходит в светскую поэзию романских, а затем и германских народов.

### В кельтской поэзии
В кельтской (ирландской и валлийской) поэзии генезис рифмы, возможно, происходил независимо от латинского влияния.
Рифма характерна уже для древнейших валлийских текстов, однако их датировка представляет существенные затруднения. Так, сохранившиеся копии поэмы «Гододдин» на основании палеографических данных датируются IX веком, однако после работ классика валлийской филологии Ивора Уильямса общепринято отнесение почти всего её текста, а также некоторых произведений, приписываемых Талиесину, к VI веку. В таком случае валлийская рифма — обусловленная фиксированным ударением на последнем (с IX или XI века — на предпоследнем) слоге — является самой ранней систематически употребляемой рифмой в Европе.
В ирландской поэзии рифма начинает систематически использоваться в стихотворных генеалогиях, датируемых на основании языковых данных VII века, что также свидетельствует об «опережении» континентальных тенденций. Ударение в древнеирландском языке было жёстко зафиксировано на первой корневой морфеме, и главным средством организации ранних стихотворных текстов были аллитерационные ряды. Во многих стихотворениях, однако, видна тенденция к завершению строки трёхсложным словом (к нему могло приравниваться двусложное слово с консонантным кластером посередине, возникшим в результате выпадения гласной из-за синкопы). Калверт Уоткинс считает данный трёхсложный каданс наследием индоевропейской системы стихосложения. Этот тезис является спорным, однако изосиллабический исход многих строк, по-видимому, способствовал развитию рифмы, несмотря на начальное ударение.
«Кельтская рифма», характерная как для ирландской, так и для валлийской поэзии (в последней, однако, для неё принято название odl Wyddeleg, «ирландская рифма»), была весьма свободной: между собой рифмовались все гласные, глухие и звонкие варианты согласных (k/g, t/d, p/b), плавные и носовые (r/l, m/n), и даже согласные, подвергшиеся и не подвергшиеся различным мутациям, характерным для кельтских языков (b/bh[v]/mb[m], t/th[θ], d/dh[ð], m/mh[v], с[k]/ch[x] и т. д.). Схожим образом была устроена и аллитерация.
Для древнейшей валлийской поэзии наряду с «кельтской» наиболее характерна точная рифма (odl); встречается и неточная рифма proest, где в рифмующихся слогах допускалось различие гласных или дифтонгов, но не согласных.

### В германской поэзии
В немецкую поэзию рифма введена под влиянием романских форм. «Вкрадчивые итальянские или французские мелодии попадали в Германию, и немецкие поэты подставляли к ним немецкие тексты, как позднее делали это миннезингеры и поэты Возрождения; с такими мелодиями, песнями и танцами пришла и рифма. В первый раз мы знакомимся с ней на верхнем Рейне, откуда она первоначально, вероятно, и распространилась» (Шерер). Первое большое немецкое произведение в рифмованных стихах — сводное Евангелие («Krist») Отфрида (868). В дальнейшем развитии стихотворной поэзии рифма то опускалась до вычурного и неестественного украшения, с извращением слов (мейстергезанг, учёная поэзия XVII века), то совершенно отвергалась (Бодмер, Брейтингер, Пира, Клопшток), пока Лессинг и особенно Гёте не восстановили, теоретически и практически, её высокое значение.

### Во французской поэзии
Судьбы рифмы во французской поэзии были связаны с литературными движениями, придававшими форме особое значение. Уже Ронсар и Дю Белле, не увлекаясь несвойственным французскому языку метрическим стихом, избегали нерифмованных стихов, требуя рифмы точной, богатой, но отнюдь не изысканной, и запрещая жертвовать ей счастливым оборотом или точностью выражения. Малерб предъявил рифме ещё более строгие требования: он воспрещал рифмы лёгкие и банальные — запрет, который нашёл столь блестящее применение в стихах его современников и ещё более в поэзии романтизма. Важностью рифмы во французском — силлабическом — стихосложении обусловлена строгость в её применении, неизвестная другим языкам: здесь — несмотря на полное созвучие — воспрещается рифмовать множественное число с единственным, слово, кончающееся гласной, со словом, оканчивающимся согласной (canot и domino, connus и parvenu) и т. п.

### В русской поэзии
В русском языке рифма часто встречается в произведениях народного творчества. Неизвестно, являются ли глагольные рифмы в богатырском эпосе случайными или нет, однако рифмы в русской лирике, пословицах, загадках, заговорах неслучайны. Стихотворная поэзия, испытавшая влияние западных образцов, с самого начала — в киевских «виршах» — должна была держаться рифмы уже потому, что этого требует силлабическая система стихосложения. Тредьяковский считал, что русскому языку свойственны только женские рифмы, «так как красота русского стиха непременно требует, чтобы созвучие двух рифм всегда чувствовалось на предпоследнем слоге». Лишь для строф или стансов он ввёл «смешанные рифмы, похожие во всем с теми, которые есть у французов и немцев». В этом случае он обратился к польскому стихосложению, «которое почти одинаково с нашим, за исключением некоторых частностей — и тем не менее оно допускает столько же рифму непрерывную, сколько и так называемую смешанную, и в этом отношении такая смесь не противна нежности уха» (французское письмо к Штелину, 1736). Из драматических произведений Тредьяковский решительно изгонял рифму: «Что есть драма? Разговор. Но природно ль есть то собеседование, кое непрестанно оканчивается женской рифмой, как на го́ре — мо́ре, и мужской, как на увы́ — вдовы́». Однако гипотеза Тредьяковского не нашла подтверждения.